# Peromyia aurantiaca
Peromyia aurantiaca är en tvåvingeart som först beskrevs av Jean-Jacques Kieffer 1894.  Peromyia aurantiaca ingår i släktet Peromyia och familjen gallmyggor. Inga underarter finns listade i Catalogue of Life.